# Affäre Nachtfrost
Affäre Nachtfrost ist ein deutscher Agententhriller aus dem Jahr 1989 von Regisseur Sigi Rothemund, der auf dem gleichnamigen Roman von Stefan Murr basiert. Der Fernsehfilm, der im Auftrag des ZDF produziert wurde, wurde erstmals am 20. März 1989 ausgestrahlt.

## Inhalt
Januar 1945 liefern sich an der Weichsel die Rote Armee und die deutsche Wehrmacht einen Stellungskrieg. Nach einem Blutbad nimmt ein Obersturmführer der Waffen-SS die Identität eines toten Gefreiten der Wehrmacht an und setzt sich Richtung Westen ab. Dabei rettet er einen zehnjährigen Jungen. Etwa 30 Jahre später hat der ehemalige Waffen-SS Obersturmführer beim Materialprüfungs- oder -beschaffungsamt der Bundeswehr in Koblenz als Zivilbediensteter Karriere gemacht, der Junge von damals ist Oberst der Nationalen Volksarmee (NVA) der DDR.
Eines Tages wird der Mitarbeiter des Materialamtes der Bundeswehr in Koblenz vom Militärgeheimdienst der UdSSR auf seine richtige Identität angesprochen und erpresst; sein Haus wird abgehört. Er offenbart sich dem BND und erfährt, dass man dort Recherchen über ihn angestellt hat und seine wahre Identität kennt.
Die Ehefrau reist mit einem Tagesvisum nach Ost-Berlin und von dort in die DDR, wo sie mit dem Taxi dem Dienstwagen dieses NVA-Oberst folgt. Der Taxifahrer macht den Chauffeur des Autos durch Lichthupe aufmerksam. Die Frau spricht den Oberst auf die Geschichte von 1945 an und wird gebeten, im Wagen Platz zu nehmen. Der Oberst zeigt sich scheinbar wenig interessiert und weist seinen Fahrer an, die nächstgelegene Dienststelle der Volkspolizei anzusteuern. Er macht der Frau wegen ihrer Einreise ohne gültiges Visum in die DDR Vorhaltungen, nebenbei macht er auf einem Blatt Papier Notizen. Er begleitet die Frau in die Polizeistube und steckt ihr dabei heimlich den Zettel zu, auf welchem er bestätigt, dass er als Junge von dem SS-Obersturmführer gerettet wurde. Den Polizisten teilt er mit, dass die Frau sich verlaufen habe, versehentlich den Bezirk Ostberlin verlassen habe, auf das Gebiet der DDR gelangt sei und jetzt wieder zurückgebracht werden müsse.
Auf der Heimreise wird die Frau in West-Berlin am Bahnhof Zoo von einem mutmaßlichen Mitarbeiter der Stasi vor einen Bus gestoßen, ihre Handtasche mit der Notiz wird von ihm gestohlen. Daraufhin offenbart der Ehemann per Telefon seinen Beschattern, dass der BND Bescheid weiß und er somit nicht mehr erpressbar ist.

## Kritiken
Die Krimihomepage urteilt: „Sigi Rothemund inszenierte hier einen formidablen Agententhriller mit einem exzellenten Hansjörg Felmy in der Titelrolle, flankiert von Gudrun Landgrebe in einer Doppelrolle als dessen Ehefrau und Schwägerin. Der Film kommt gänzlich ohne Musik aus, ist aber an vielen Stellen beunruhigend spannend. Charles Brauer gibt glaubhaft den NVA-Major, Heinz Moog ist als Schwiegervater Felmys zu sehen, Dietrich Mattausch spielt einen NS-Oberst in einer längeren Rückblende (in der zwangsläufig der junge Felmy auch von einem anderen Darsteller gespielt werden musste) knallhart und rücksichtslos. Ein Film, der keine Sekunde Langeweile aufkommen lässt und mit einem überraschenden Ende aufwartet, soviel kann man sagen. Spannungstipp!“